# Renate Hellwig

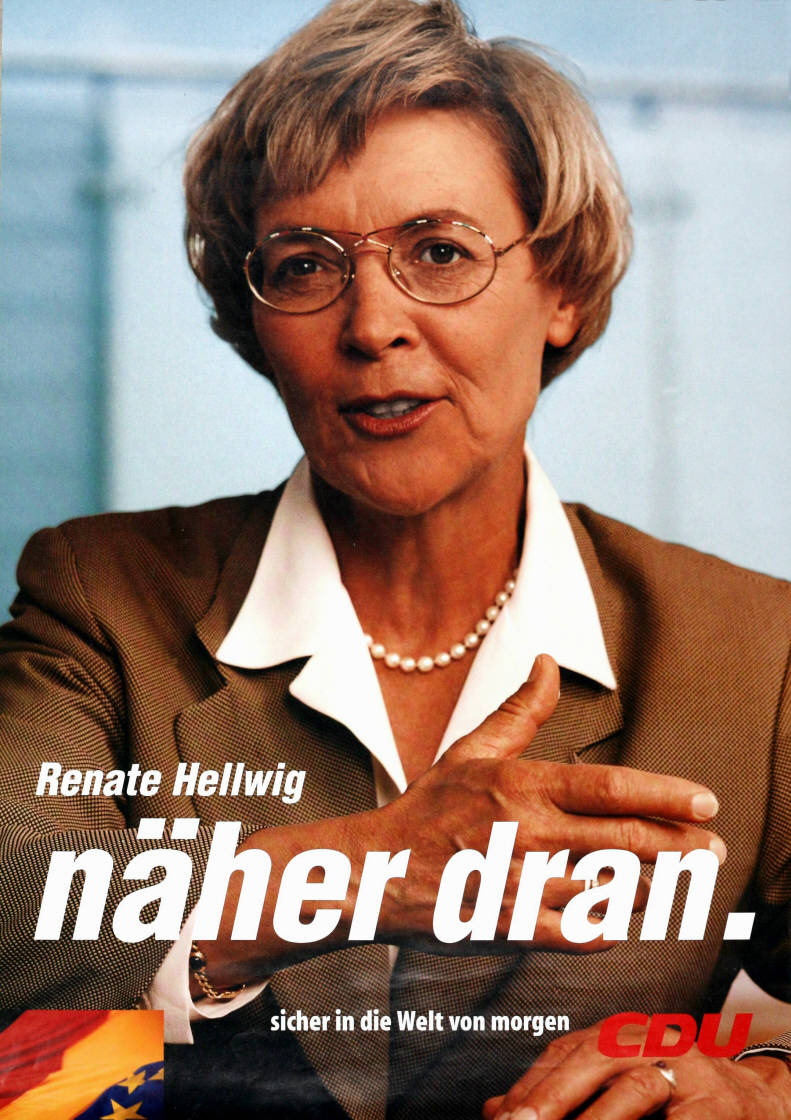
Kandidatenplakat Renate Hellwigs zur Bundestagswahl 1998

Renate Hellwig (* 19. Februar 1940 in Beuthen, Oberschlesien) ist eine deutsche Politikerin (CDU).

## Ausbildung und Beruf
Hellwig besuchte zunächst die Grund- und Oberrealschule, 1959 machte sie in München ihr Abitur. Danach studierte sie Rechts- und Wirtschaftswissenschaften, machte dabei ihr Assessorexamen und promovierte 1967 in München. 1968 machte sie ein Praktikum bei der Europäischen Gemeinschaft in Brüssel, ein Jahr später wurde sie Beamtin im Bundesministerium für Arbeit und Sozialordnung. Von 1969 bis 1972 war sie als Referentin für Öffentlichkeitsarbeit im Kultusministerium des Landes Baden-Württemberg tätig. Von 1975 bis 1980 war sie Staatssekretärin im Ministerium für Soziales, Gesundheit und Umwelt des Landes Rheinland-Pfalz.

## Politische Tätigkeit
Der CDU trat Hellwig 1970 bei, als sie noch als Staatssekretärin tätig war. Von 1975 bis 1989 war sie Mitglied des Bundesvorstandes der Frauen-Union, 1985 wurde sie Mitglied des Bundesvorstandes der CDU. Von 1972 bis 1975 war sie Mitglied des baden-württembergischen Landtags und dort Vorstandsmitglied sowie hochschulpolitische Sprecherin der CDU-Fraktion. Sie vertrat dabei den Landtagswahlkreis Stuttgart IV als direkt gewählte Abgeordnete. Von 1980 bis 1998 war Hellwig Mitglied des Deutschen Bundestages, darüber hinaus war sie von 1983 bis 1994 Vorsitzende der Europakommission beziehungsweise des EG-Ausschusses. Sie gewann dabei stets das Direktmandat im Bundestagswahlkreis Neckar-Zaber. Im Jahr 2000 wurde sie mit der Verdienstmedaille des Landes Baden-Württemberg ausgezeichnet.

## Werke
- Auslegung und Anwendung des Begriffs Unzuverlässigkeit im Gewerberecht. Univ., Diss.,München 1967
- Frauen verändern die Politik : eine gesellschaftspolitische Streitschrift. Verl. Bonn aktuell, Stuttgart 1975 ISBN 3-87959-040-0
- Unterwegs zur Partnerschaft : die Christdemokratinnen. Reihe: Frauen in der Politik. Seewald-Verl., Stuttgart 1984, ISBN 3-512-00706-6
- Der Deutsche Bundestag und Europa. mvg-Verl., München 1993, ISBN 3-87959-480-5